# Gallia

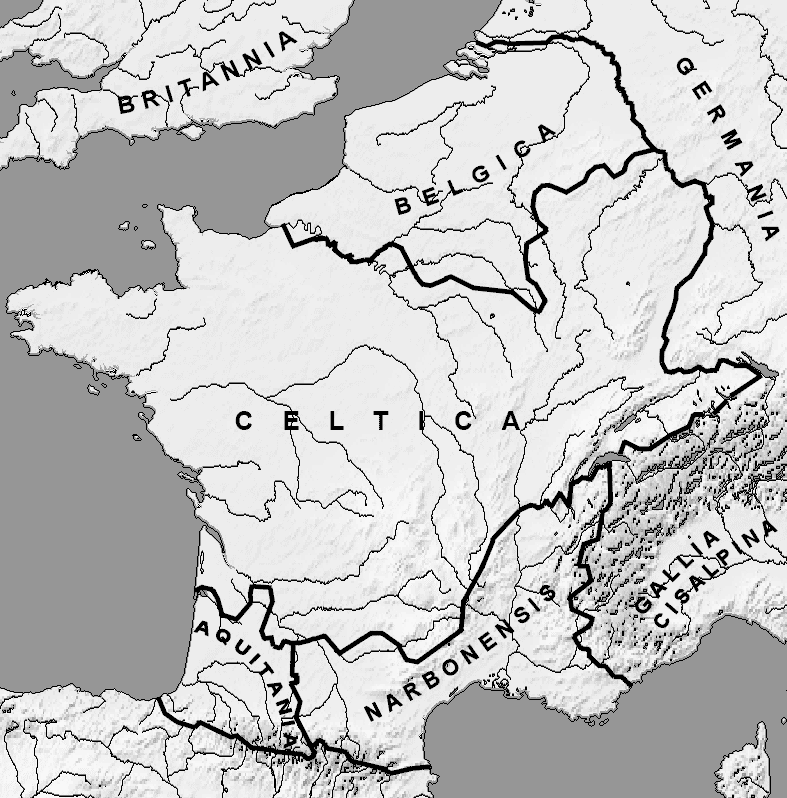
Bản đồ xứ Gallia (50 TCN)

Gallia (tiếng Pháp: Gaule, tiếng Hà Lan: Gallië, tiếng Đức: Gallien) là một khu vực ở Tây Âu trong thời kỳ đồ sắt và thời kỳ La Mã, bao gồm Pháp, Luxembourg và Bỉ ngày nay, phần lớn Thụy Sĩ, mạn Tây Bắc Ý, cũng như những phần đất của Hà Lan và Đức ở bờ trái sông Rhine. Người Gallia là tộc người nói tiếng Gallia (một hình thức cổ của tiếng Celt) và sống ở Gallia. Theo lời kể của Julius Caesar, tiếng Gallia thực sự khác biệt với tiếng Aquitaine và tiếng Belgae. Theo khảo cổ học, người Gallia đã dựng nên nền văn hóa La Tène trải dài khắp xứ Gallia, và về mạn Đông tới Rhaetia, Noricum, Pannonia cùng với miền Tây Nam Germania.
Trong các thế kỷ 2 và 1 trước Công nguyên, Gallia bị La Mã đô hộ: Gallia Cisalpina bị chinh phạt năm 203 trước Công nguyên và Gallia Narbonensis tiếp bước năm 123 trước Công nguyên. Gallia bị người Cimbri và người Teuton xâm lược sau năm 120 trước Công nguyên, nhưng họ bị người La Mã đánh bại năm 101 trước Công nguyên. Trong các các chiến dịch của ông từ năm 58 đến 51 trước Công nguyên, Julius Caesar cuối cùng đã thu phục được các phần đất còn lại của Gallia. Sự thống trị của La Mã ở Gallia kéo dài năm thế kỷ, tới khi nhà nước suy tàn cuối cùng của La Mã là Lãnh địa Soissons bị người Frank chiếm giữ năm 486. Khi ấy, nền văn hóa Celt đã bị pha trộn thành văn hóa Gallia-La Mã và có lẽ ngôn ngữ Gallia cũng biến mất vào thế kỷ 6.